# Межвидская волость
Межвидская волость (латыш. Mežvidu pagasts)— одна из двадцати пяти территориальных единиц Лудзенского края Латвии. Находится в западной части края. Граничит с Салнавской, Малнавской, Звиргзденской, Пушмуцовской и Мердзенской волостями своего края, а также с Берзгальской, Илзескалнской и Наутренской волостями Резекненского края.
Межвидскую волость пересекает автомобильная дорога A13 Гребнево — Резекне — Даугавпилс — Медуми, являющейся частью Европейского маршрута E 262.
По территории волости протекают реки: Ритупе, Ича, Червонка, Даса.

## Население
На начало 2015 года население волости составляло 849 постоянных жителей.
Крупнейшими населёнными пунктами волости являются сёла: Межвиды (волостной центр), Отрые Межвиди, Аннасмуйжа, Гриудиниши, Ранчи, Брингас.

## История
В 1945 году в Берзгальской волости Резекненского уезда был создан Межвидский сельский совет. После отмены в 1949 году волостного деления он входил в состав Лудзенского района.
В 1954 году к Межвидскому сельсовету была присоединена территория ликвидированного Падолского сельского совета. В 1977 году — ликвидированного Ранчского сельсовета.
В 1990 году Межвидский сельсовет был реорганизован в волость. В 2009 году, по окончании латвийской административно-территориальной реформы, Межвидская волость вошла в состав Карсавского края.
В 2021 году в результате новой административно-территориальной реформы Карсавский край был упразднён, Межвидская волость вошла в состав  Лудзенского края.